# Moers Music
Moers Music is een onafhankelijk Duits platenlabel dat zich richt op jazzmuziek. Het label is gevestigd in Moers, waar jaarlijks ook een jazzfestival wordt gehouden, Moers Festival. Verschillende concertopnames die hier gemaakt zijn, werden door Moers Music op plaat uitgegeven, waaronder opnames van Anthony Braxton, John Surman en het trio van David Murray en Sunny Murray. Andere musici wier werk op het label uitkwam zijn onder meer Evan Parker, World Saxophone Quartet, Barry Altschul, James Blood Ulmer, Shannon Jackson, Greetje Bijma, Bobby McFerrin, Alfred Harth, Fred Frith (een plaat met David Moss en een album met George Cartwright), Vienna Art Orchestra, Ned Rothenberg en Jamaaladeen Tacuma.